# Arquidiocese de Antananarivo
A Arquidiocese de Antananarivo (Archidiœcesis Antananarivensis) é uma circunscrição eclesiástica da Igreja Católica situada em Antananarivo, Madagascar. Seu atual arcebispo é Jean de Dieu Raoelison. Sua Sé é a Catedral da Imaculada Conceição de Antananarivo.
Possui 87 paróquias servidas por 394 padres, contando com 3 864 120 habitantes, com 47,4% da população jurisdicionada batizada (1 830 875 batizados).

## História
A Prefeitura Apostólica de Madagascar foi erigida em 1841, apartando o território da Prefeitura Apostólica de Bourbon (atual Diocese de Saint-Denis de La Réunion).
Em 4 de setembro de 1848, ele cedeu parte de seu território à ereção da Prefeitura Apostólica das ilhas de Mayotte, Nossi-Bé e Comores (hoje diocese de Ambanja). Nesse mesmo ano, foi elevado à Vicariato Apostólico. 
Em 16 de janeiro de 1896, cedeu uma parte de seu território para o benefício da ereção do Vicariato Apostólico de Madagascar Meridional (atual diocese de Tôlagnaro) e passa a usar o nome de Vicariato Apostólico de Madagascar Setentrional.
Em 5 de julho de 1898, o vicariato foi dividido em dois, dando origem a um novo Vicariato Apostólico de Madagascar Setentrional (hoje Arquidiocese de Antsiranana) e passa a usar o nome de Vicariato Apostólico de Madagascar Central.
Em 10 e 15 de maio de 1913 cedeu partes de seu território em benefício da criação do Vicariato Apostólico de Fianarantsoa (atualmente uma arquidiocese) e da Prefeitura Apostólica de Betafó (atual Diocese de Antsirabé). Em 20 de maio do mesmo ano, em virtude do decreto Cum in generalibus da Sagrada Congregação para a Propagação da Fé mudou novamente o seu nome para Vicariato Apostólico de Tananarive.
Em 18 de junho de 1935 e 8 de janeiro de 1938, cedeu outras partes do território a favor da ereção das Prefeituras Apostólicas, respectivamente, de Vatomandry (hodierna Arquidiocese de Toamasina) e de Morondava (hoje uma diocese).
Em 14 de setembro de 1955 o Vicariato Apostólico é elevado à dignidade de arquidiocese metropolitana pela bula Dum tantis do Papa Pio XII.
Em 21 de maio de 1959, cedeu uma parte de seu território para o benefício da ereção da Diocese de Ambatondrazaka.
Em 28 de outubro de 1989, assume seu nome atual.
Em 7 e 8 de setembro de 2019, recebeu a visita pastoral do Papa Francisco.

## Prelados
| #                   | Nome                                       | Período     | Notas                           |
| Arcebispos          | Arcebispos                                 | Arcebispos  | Arcebispos                      |
| ------------------- | ------------------------------------------ | ----------- | ------------------------------- |
| 6º                  | Jean de Dieu Raoelison                     | 2023 -      | Atual                           |
| 5º                  | Odon Marie Arsène Razanakolona             | 2005 - 2023 |                                 |
| 4º                  | Armand Gaétan Cardeal Razafindratandra     | 1994 - 2005 |                                 |
| 3º                  | Victor Cardeal Razafimahatratra, S.J.      | 1976 - 1993 |                                 |
| 2º                  | Jérôme Louis Cardeal Rakotomalala          | 1960 - 1975 |                                 |
| 1º                  | Victor Sartre, S.J.                        | 1955 - 1960 |                                 |
| Bispos              |                                            |             |                                 |
| 5º                  | Victor Sartre, S.J.                        | 1948 - 1955 | Elevado a Arcebispo             |
| 4º                  | Etienne Fourcadier, S.J.                   | 1928 - 1947 |                                 |
| 3º                  | Henri de Lespinasse de Saune, S.J.         | 1911 -1927  |                                 |
| 2º                  | Jean-Baptiste Cazet, S.J.                  | 1872 - 1911 |                                 |
| 1º                  | Alexandre-Hippolyte-Xavier Monnet, C.S.Sp. | 1848 - 1849 |                                 |
| Bispos-auxiliares   |                                            |             |                                 |
|                     | Mamiarisoa Modeste Randrianifahanana       | 2025-       | Atual                           |
|                     | Jean Pascal Andriantsoavina                | 2019 - 2023 | Nomeado Bispo de Antsirabé      |
|                     | Jean de Dieu Raoelison                     | 2010 - 2015 | Nomeado Bispo de Ambatondrazaka |
|                     | Jean-Paul Randriamanana                    | 1999 - 2011 | Faleceu                         |
|                     | Joseph Ignace Randrianasolo                | 1997 - 1999 | Nomeado Bispo de Mahajanga      |
|                     | Nicolas Ravitarivao                        | 1972 - 1989 | Faleceu                         |
| Prefeito apostólico |                                            |             |                                 |
|                     | Jean-Pierre Dalmond, C.S.Sp.               | 1841 - 1847 | Faleceu                         |